# Sylvia Falcón
Sylvia Patricia Falcón Rojas (Lima, 29 de noviembre de 1983), es una soprano de coloratura, productora musical y antropóloga peruana. Tras el lanzamiento de la versión del Himno Nacional del Perú en quechua en el año 2015, causó revuelo en la prensa y redes sociales, su estilo de canto está ligado a la revalorización de la coloratura andina. Desde 2017, conduce el programa Alta frecuencia por Radio Santa Rosa donde transmite entretenimiento, cultura y música peruana.
Es considerada la principal representante contemporánea de un género que se bautizó como lírica andina, que reúne el canto operático y el andino, y que fue creado por la soprano peruana Yma Súmac y su esposo, el compositor Moisés Vivanco, en la década del cuarenta.

## Biografía

### Inicios
Nació el 29 de noviembre de 1983 en Lima, hija de Demetrio Falcón, natural de Ayacucho y Felicitas Rojas, natural de Huancavelica. Estudió primaria y secundaria en el Colegio Santa Rosa de San Isidro. Estudió la carrera de Antropología en la Universidad Nacional Mayor de San Marcos.
Sus padres eran quechuahablantes y en su casa solía escucharse huayno, la música creó un vínculo entre ella y la tierra de sus padres, la que le dio arraigo y también un horizonte. Sus dos abuelas cantaban, se llamaban Silvestra Navarrete y Patrocinia Hurtado; a ellas les debe su nombre, Sylvia Patricia; y la personalidad fuerte que ambas tenían. Tenía 8 años cuando viajó por primera vez a San Isidro de Huirpacancha, el pueblo de su madre, ese viaje delineó en ella el aprecio, el amor por el pueblo y por la naturaleza, siempre se ha sentido tocada por esa experiencia infantil.
Cuando terminó el colegio quiso entrar en el Conservatorio Nacional de Música, pero sus padres insistieron en que debía estudiar una carrera primero. Se decidió por Antropología para tener otra aproximación a la relación entre la geografía y la cultura. Pero nunca dejó de cantar: se preparó con el maestro guitarrista Daniel Kirwayo y viajó a California a realizar dos estadías de varios meses (en el 2008 y en el 2009) con el tenor y vocal entrenador David Gordon.

### Carrera artística
En diciembre del 2007 presentó su primera producción discográfica, Killa Lluqsimu (Cuando sale la Luna), la cual recoge la música tradicional de Ayacucho, Cusco, Arequipa y Huancavelica; además de «K’arawi», tema que integró el repertorio de la consagrada Yma Sumac. En las 13 canciones del disco estuvo acompañada del reconocido músico y compositor Daniel Kirwayo, quien ejecutó para el material la guitarra y el charango.
En el 2014 presentó Inkario, una exploración sobre la Coloratura Andina, de dicho álbum se han realizado los videoclips de los temas «Paras» y «Mamallay». En ese mismo año trabajó como coproductora general del álbum El cóndor pasa: 100 años, una antología discográfica en honor al trabajo del compositor huanuqueño Daniel Alomía Robles donde canta junto a artistas invitados como Willian Luna, Susana Baca, Jaime Cuadra, Alborada, entre otros. Además de realizar diversos conciertos en las principales ciudades del Perú, cantó en el quinto. Festival de Cine Peruano en Nueva York; ofreció un memorable recital para la New York University; y colaboró en la película "La Última Princesa Inca" de la directora Ana de Orbegoso premiada en el Big Apple Film Festival 2015.
Durante el 2015 ofreció recitales en diversas ciudades del país, como Cusco, Chiclayo y Trujillo, además de varios conciertos en Lima. En noviembre del mismo año Sylvia Falcón debutó con su propio espectáculo en el Gran Teatro Nacional en Lima, combinando su propuesta musical con una innovadora puesta en escena audiovisual y escénica. Ese año asumió la dirección de arte del DVD en vivo “William Luna – Desde El Estudio” y fue reconocida por el Congreso de la República de Perú por su constante aporte a la difusión del idioma quechua o runa simi.
En el año 2016, luego de participar en el disco conmemorativo por los 100 años del fallecimiento del poeta Rubén Darío, “Darío Nuestro”, Sylvia Falcón compartió escenario con el Howard Gospel Choir, invitada por la embajada de los Estados Unidos de América en el Perú. Sylvia Falcón continuó el año llevando su música a otros países. Primero en los Estados Unidos, donde ofreció un recital en el prestigioso King Juan Carlos Cultural Center de NYU y también en el emblemático Cornelia Street Cafe en la ciudad de Nueva York. Al poco tiempo viajó a Nicaragua para participar en las presentaciones en ese país del espectáculo “Darío Nuestro”, en el prestigioso Teatro Nacional Rubén Darío, en Managua. 
En el mes de febrero de ese mismo año, lanzó el videoclip oficial del tema  «Amor indio» el cual pertenece al disco Inkario.
Ese mismo año presenta oficialmente su nueva producción discográfica Fantasía Pokcra.
Iniciando el año 2017 participó en el espectáculo "El Gran Teatro del Mundo"", interpretando a la Virgen de Pomata, dirigida por Luis Peirano y celebrando el centenario de la Universidad Católica. En mayo de ese año presenta su última producción discográfica Qori Coya en un hermoso recital en el Teatro Municipal de Lima. En octubre de ese mismo año, compartió escenario con la agrupación musical Il Divo, en el Jockey Club del Perú, como parte de su reciente gira sudamericana. 
Durante el 2018 grabó una hermosa versión del tema Vírgenes del Sol para la película peruana "El Abuelo", dirigida por Gustavo Saavedra. Adicionalmente grabó la voz principal del tema «Ch’usay», de la reconocida banda peruana Novalima. Luego dio un exitoso recital en el Teatro municipal Alberto Saavedra Pérez, en La Paz, Bolivia, invitada por la Embajada de Perú en Bolivia, e interpretó el himno nacional de Perú en la ceremonia oficial de lanzamiento de la Agenda Bicentenario Perú, en Huamanga. Por si fuera poco, Sylvia Falcón asumió la producción y locución del programa de música andina Alta Frecuencia, trasmitido semanalmente por Radio Santa Rosa, donde comparte sus investigaciones acerca de la música tradicional peruana. 
En el mes de junio de ese mismo año, lanzó el videoclip oficial del tema  «Mi Perú».
En el 2019, se presentó en la cena de gala de los presidentes de la Alianza del Pacífico 2019, realizada en Palacio de Gobierno. El 20 y 21 de febrero fue invitada especial del espectáculo "Tenores y Sopranos" realizado en el Gran Teatro Nacional y fue invitada nuevamente el 10 de agosto para brindar el espectáculo "Tenores" en la ciudad de Trujillo en el Teatro UPAO. El 27 y 28 de septiembre viajó a Buenos Aires, Argentina al 8vo. Festival Sonamos Latinoamérica, como representante del Perú.

El 9 de octubre, lanzó el videoclip oficial del tema  «Virgenes del Sol». El 13 de noviembre se presentó en el Gran Teatro Nacional con su show "UTZH AN".
En 2025 estrenó su disco Mambo, en homenaje a Yma Súmac, y volvió a presentarse en el Gran Teatro Nacional.

## Registro vocal
Tiene un amplio registro vocal, puede emitir notas por encima de una soprano de coloratura hasta los graves de un bajo, tiene el rango de una soprano y llega al sobreagudo que no cualquiera alcanza, siendo capaz de emitir notas desde la tesitura de sopranino, soprano, mezzo-soprano, contralto, tenor, barítono y bajo, y ahí arriba puede hacer florituras y ornamentos con su voz. Sin embargo, el repertorio que asume le pide también bajar, su rango es de tres octavas y media.
En la canción «K´arawi» emite 5 octavas y 5 notas desde Sol2 a Re8.
En la canción «Paras» emite cinco octavas y 3 notas desde Si1 a Re7.
En la canción «Kunturchay» emite cinco octavas y 3 notas desde Si1 a Re7.

## Proyectos sociales
También se destaca por ser una persona enrolada en proyectos sociales que promueven el fortalecimiento de la identidad cultural a través de la música.
En el 2010 dirige "Eucaliptuchay", un proyecto de dignidad multicultural para la preservación del runa simi y la apreciación de la cultura andina a través de la música, dirigido a niños quechua hablantes en Jicamarca, Lima. Y en el 2012 dirigió el proyecto "Yauli".
En su impresionante trayectoria Sylvia Falcón ha colaborado y compartido escenario con grandes artistas nacionales, como Lucho Quequezana, Pepe Torres, Nicole Pillman, Ernesto Hermoza, Pepe Céspedes, José Luis Madueño, Carlos Bernales Vilca, M.A.S.A.C.R.E., El Polen y la Orquesta Sinfónica del Cusco. 

## Discografía

### Álbumes
- 2007 - "Killa Lluqsimun"[12]
- 2014 - "Inkario"[12]
- 2016 - "Fantasía Pokcra"[13]
- 2017 - "Qori Koya"

### Sencillos
- 2018 - «Kunturchay»

## Filmografía
| Videoclips Oficiales | Videoclips Oficiales                 | Videoclips Oficiales |
| Año                  | Canción                              | Notas |
| -------------------- | ------------------------------------ | --- |
| 2013                 | «PARAS»                              | Producido por Sylvia Falcón y Guillermo Delgado Aparicio                                                                      |
| 2014                 | «Mamallay»                           | Fue grabado en QBDK Studios por Daniel Kirwayo y producido por Sylvia Falcón.                                                 |
| 2015                 | «Himno Nacional del Perú en Quechua» | Esta realización se logró con el apoyo del Gran Teatro Nacional y la Orquesta Sinfónica Nacional del Perú.                    |
| 2016                 | «Amor Indio»                         | Se realizó en las instalaciones del Teatro Municipal de Lima                                                                  |
| 2018                 | «Mi Perú»                            | Grabación, mezcla y masterización: Giaudio Records por Gigio Parodi                                                           |
| 2019                 | «Vírgenes del Sol»                   | Este video se realizó en el Complejo Arqueológico Mateo Salado en octubre de 2019, gracias al apoyo del Ministerio de Cultura |

| Bandas sonoras - Películas | Bandas sonoras - Películas | Bandas sonoras - Películas | Bandas sonoras - Películas              |
| Película                   | Canción                    | Fecha de estreno           | Nota                                    |
| -------------------------- | -------------------------- | -------------------------- | --------------------------------------- |
| El Abuelo                  | «Virgenes del Sol»         | 19 de julio de 2018        | Escrita y dirigida por Gustavo Saavedra |

## Conciertos seleccionados
| Espectáculos | Espectáculos                   | Espectáculos          | Espectáculos                     | Espectáculos                                                        |
| Año          | Título                         | Fecha                 | Lugar                            | Notas                                                               |
| ------------ | ------------------------------ | --------------------- | -------------------------------- | ------------------------------------------------------------------- |
| 2017         | Il Divo                        | 19 de octubre         | Jockey Club del Perú             | Invitada especial                                                   |
| 2018         | Tenores Love                   | 14 y 15 febrero       | Gran Teatro Nacional             | Junto a Juan Antonio de Dompablo, Aldo Rodríguez y Marcos Golergant |
| 2019         | Tenores y Sopranos             | 20 y 21 febrero       | Gran Teatro Nacional             | Invitada especial                                                   |
| 2019         | Tenores                        | 10 de agosto          | Teatro UPAO de Trujillo          | Invitada especial                                                   |
| 2019         | Nicole Pillman - 10 años       | 18 de agosto          | Teatro Municipal de Lima         | Invitada especial junto a Kate Candela y Mauricio Mesones           |
| 2019         | Festival Sonamos Latinoamérica | 27 y 28 de septiembre | Teatro Porta Pía de Buenos Aires | Representando al Perú                                               |
| 2019         | UTZH AN                        | 13 de noviembre       | Gran Teatro Nacional             |                                                                     |

## Distinciones
- 2015 Condecoración del Congreso de la República del Perú por su constante aporte a la difusión del idioma quechua o runa simi.[21]